# Help! Papa kookt
Help! Papa kookt is een kookprogramma dat wordt uitgezonden op RTL 4. Het gaat over gezinnen die vinden dat de vader of de moeder niet kan koken. Daarom krijgen zij kookles van presentatrice en kokkin Esma Abouzahra.
Het programma bestaat uit diverse onderdelen. Na een korte introductie interviewt Esma de ouder in kwestie. Esma trekt hieruit haar conclusies en deelt deze met de ouder en de kijkers.
De ouder krijgt vervolgens van Esma de opdracht om een eenvoudig gerecht te maken, dat vervolgens door de overige gezinsleden (bijna altijd met een onvoldoende) beoordeeld wordt. Aan het einde van dit onderdeel krijgt de ouder die niet kan koken opnieuw de opdracht om een gerecht te maken, ditmaal onder begeleiding van Esma.
Na het gezamenlijk boodschappen doen wordt het tweede gerecht door de ouder en Esma bereid. Als dit klaar is, geven de gezinsleden er opnieuw een cijfer voor; dit zijn over het algemeen hoge cijfers. Dan kan de conclusie worden getrokken: de vader of moeder kan nu wel koken.